# Protoplaneta

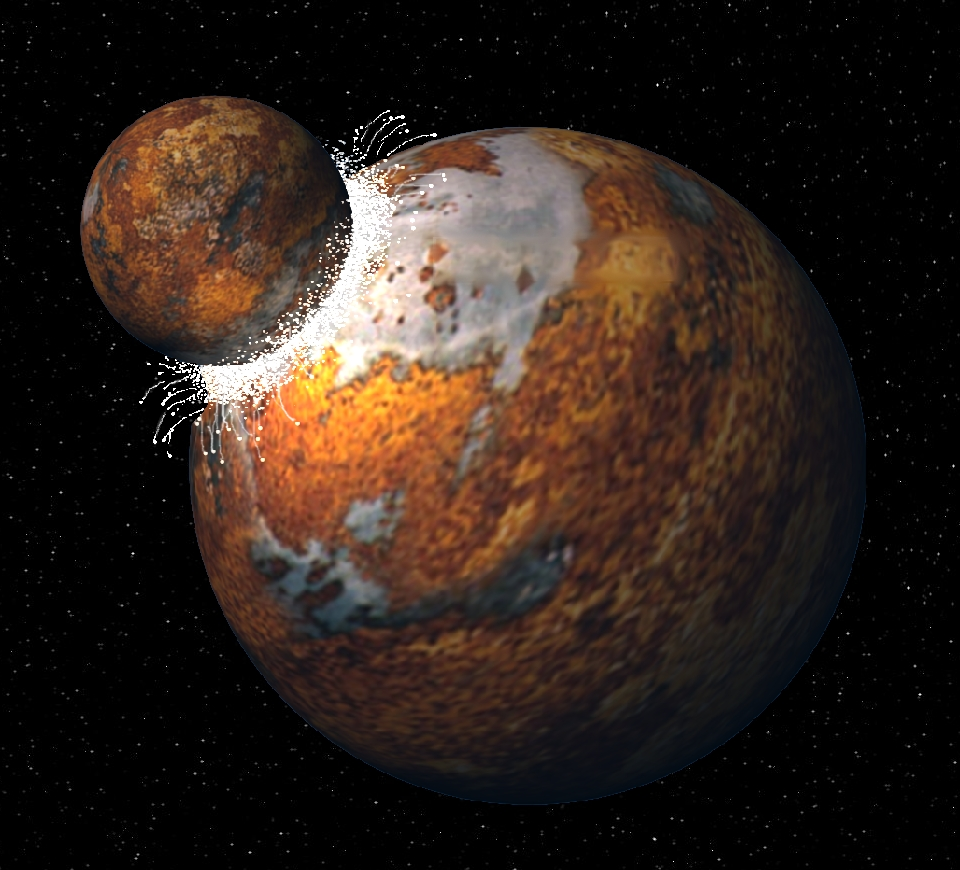
Umělecká představa srážky protoplanet: Thei se Zemí

Protoplaneta (někdy také planetární embryo) je vesmírné těleso, které vzniká postupnou akrecí a kolapsem pevných částic v protoplanetárním disku obklopujícím formující se hvězdu. V oblasti často pak dochází ke vzniku více protoplanet, které na sebe vzájemně gravitačně působí, což vede k jejich srážkám a vzniku větších těles v podobě planet či menších měsíců. Předpokládá se, že protoplanety vznikají z planetesimál a že v době formování sluneční soustavy došlo ke vzniku několika set protoplanet.
Předpokládá se, že průměrná hmotnost protoplanet se pohybuje v rozmezí 1022 až 1023 kg při průměru tisíců km.